# Шапел Сен Реми
Шапел Сен Реми (фр. Chapelle-Saint-Rémy) је насељено место у Француској у региону Лоара, у департману Сарт.
По подацима из 2011. године у општини је живело 900 становника, а густина насељености је износила 46,39 становника/km².

## Демографија
| 1962. | 1968. | 1975. | 1982. | 1990. | 2011. |
| ----- | ----- | ----- | ----- | ----- | ----- |
| 803   | 730   | 617   | 616   | 688   | 900   |